# Samuel Taylor Coleridge
Samuel Taylor Coleridge (Ottery St. Mary, Devon megye, 1772. október 21. – London, 1834. július 25.) angol költő, kritikus, és filozófus.
William Wordsworth-szel együtt az angol romantika alapítója, "tavi költő" (Lake Poets). Legismertebb költeménye az Ének a vén tengerészről (Szabó Lőrinc fordítása - The Rime of the Ancient Mariner) és a Kubla kán, valamint a Biographia Literaria (Irodalmi életrajz) című prózai műve. Magyar vonatkozású drámája: Zapolya.

## Élete
Apja köztiszteletben álló lelkész volt. Kilenc testvére közül Coleridge volt a legfiatalabb és mivel ő volt a szülők "kis kedvence", bátyjai gyakran csúfolták, ami elől rendszeresen a helyi könyvtárba menekült.
1781-ben meghalt édesapja és ő bentlakásos egyházi iskolába került. Anyjával való viszonya, ellentétben az apjáéval, nem volt felhőtlen. Tanítási szünetekben is alig engedték haza a szigorú iskolából.
1791-1794-ig Coleridge Cambridge-be járt főiskolába. 1792-ben első díjat nyert egy irodalmi pályázaton. 1793-ban otthagyta a főiskolát és beállt a katonaságba (Royal Dragoons), valószínűleg szerelmi bánattól vezérelve (Mary Evans). Testvérei kiváltották később onnan és a főiskolára is visszavették, ám diplomát nem szerzett.
Az egyetemen találkozott akkori radikális politikai és vallási témákkal. Coleridge barátságot kötött Robert Southey híres költővel. 1795-ben a két barát feleségül vett egy testvérpárt, Coleridge Sarah Frickert, Southey pedig Edith Frickert, de Coleridge házassága nem sikerült jól. Beleszeretett Sara Hutchinsonba, aki viszont nem viszonozta érzelmeit.
1795-ben Coleridge találkozott William Wordsworth költővel és húgával, Dorothyval. 1796 körül Coleridge fájdalomcsökkentés végett (fogfájásra és egyéb neurológiai problémákra) ópiumot kezdett használni. Akkoriban nem volt köztudott az ópium kártékony hatása.
1797 és 1798 között volt Coleridge a legtermékenyebb a versfaragásban. Ekkoriban a Somerset-i Nether Stoweyban lakott, Wordsworthtől nem messze. Ebből az időszakból való az Ének a vén tengerészről és a Kubla kán.

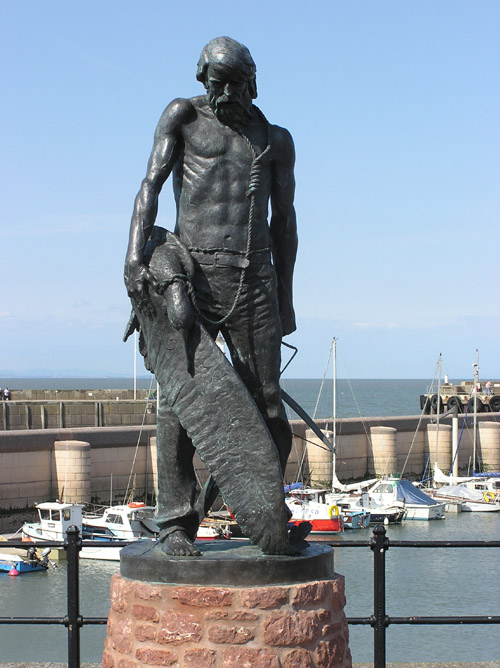
A vén tengerész szobra Watchet kikötőjében, az angliai Somersetben, Samuel Taylor Coleridge-nak állít emléket

1798-ban Coleridge és Wordsworth közös verseskötetet adott ki Lírai balladák címmel (Lyrical Ballads). Később ez a mű bizonyult az angol romantika kezdetének. Jóllehet Wordsworth jóval több verset írt a kötetbe, Coleridge Ének a vén tengerészről című versének első változata is helyet kapott a könyvben.
Coleridge, Wordsworth és húga, Dorothy Németországba utazott 1798 őszén. Míg Coleridge le volt nyűgözve az úttól, Wordsworth honvággyal küszködött. Coleridge hamarosan külön utakon járt, főleg vidéki egyetemeken tűnt fel. Ekkoriban kezdett el érdeklődni a német filozófus Immanuel Kant és Gotthold Lessing filozófiája iránt. Coleridge németül tanult, majd Angliába való visszatérése után lefordította a német klasszikus költő Friedrich Schiller Wallenstein című drámai trilógiáját.
1800-ban visszaköltözött a Lake District-be, ám hamarosan magánéletbeli problémák, az ópium fokozott használata és Wordsworth-szel megromlott kapcsolata miatt megcsappant saját költészetébe vetett hite. Ebből fakadt a Csüggedés (Dejection: An Ode) című költeménye.
Többször utazott a Földközi-tengerre, többek között Szicíliába, és Máltára, hogy leromlott egészségi állapotát a klímaváltozással javítsa. Azonban ekkor már súlyosan ópiumfüggő volt. 1810-1820 között számos előadást tartott Londonban és Bristolban.
1817-től James Gillman orvosnál lakott és az ő otthonában fejezte be végül Biographia Literaria (Irodalmi életrajz; 1817) című irodalmi kritikai művét. Komoly depresszióval küszködött.

## Magyarul
- Coleridge; vál. ford. Timár Andrea in Angol Romantika szerk Péter Ágnes Budapest: Kijárat, 2003. 189-255
- Ének a vén tengerészről; ford. Szabó Lőrinc; Kner, Gyoma, 1921 (Monumenta literarum)
- A vihar; ford. Bart István; in: Hagyomány és egyéniség. Az angol esszé klasszikusai; vál. Európa Könyvkiadó munkaközössége, közrem. Ruttkay Kálmán, Ungvári Tamás, utószó Abody Béla, jegyz. Abádi Nagy Zoltán; Európa, Bp., 1967
- Wordsworth és Coleridge versei; vál. Szenczi Miklós, ford. Babits Mihály et al.; Európa, Bp., 1982 (Lyra mundi)
- Shakespeare-előadások; ford. Módos Magdolna; Gond-Cura Alapítvány, Bp., 2003
- Egy kereső szellem vallomásai. Levelek a Szentírás ihletettségéről, 1840; ford. Ruttkay Veronika; Hermeneutikai Kutatóközpont, Bp., 2004 (Hermeneutikai füzetek)
- Shakespeare; ford. Módos Magdolna; Gond-Cura Alapítvány, Bp., 2005 (Gutenberg tér)

## Lásd még
- Angol irodalom